# Creatures of the Night (Album)
Creatures of the Night ist das zehnte Studioalbum der US-amerikanischen Hard-Rock-Band Kiss, das 1982 erschien. Diese Langspielplatte stellte – zusammen mit dem einige Monate zuvor erschienenen Kompilationsalbum Killers – eine Zäsur in der Musikgeschichte der Gruppe dar, unter anderem deshalb, weil es sich um das letzte Album vor der Demaskierungsphase der Musiker handelte. Kritiker hielten das Werk für eines der musikalisch gelungensten Alben der Band. Es erhielt den Gold-Status.

## Entstehungsgeschichte

### Einordnung in den musikalischen Hintergrund
Mit dem Album Dynasty wich Kiss 1979 erstmals von ihrer ursprünglichen Linie ab. „Dynasty“ sowie das 1980 erschienene Folgealbum Unmasked waren durch die seinerzeit starke, den Musikbereich weitgehend beherrschende Discowelle Ende der 1970er geprägt. Das änderte sich 1981. In diesem Jahr stellte die Gruppe das Konzeptalbum Music from the Elder vor, einem konzeptionell strukturierten Rock-Album mit progressiven Anleihen, auf dem Fanfaren und Symphonieorchestermusik eine wesentliche Rolle spielten. Das Album erhielt gute Kritiken. Kiss’ Musik entfernt sich vom ursprünglichen Kiss-Sound jedoch so weit, dass das Album bei der Anhängerschaft als Tiefpunkt und ein kommerzieller Misserfolg gilt. Gleichzeitig ist „Music From The Elder“ das Werk, worauf Ace Frehley am wenigsten mitwirkte.
Nach den Versuchen, in der Discomusik und im progressiven Bereich Fuß zu fassen, folgte 1982 ein musikalisch radikaler und durchgreifender Richtungswechsel hin zum ursprünglichen Hard Rock. Die 1982 erschienene Mischung aus Kompilations- und Studioalbum Killers deutete dies bereits an. Das dort verwendete Material für die vier neuen Songs hatten die Bandmitglieder Paul Stanley und Gene Simmons zeitgleich mit dem Material für das im selben Jahr erschienene Folgealbum Creatures of the Night geschrieben, mit dem sich Kiss mit lautem, rhythmischem, bass- und gitarredominiertem Hard Rock zurückmeldeten.

### Entstehung und Ergebnis

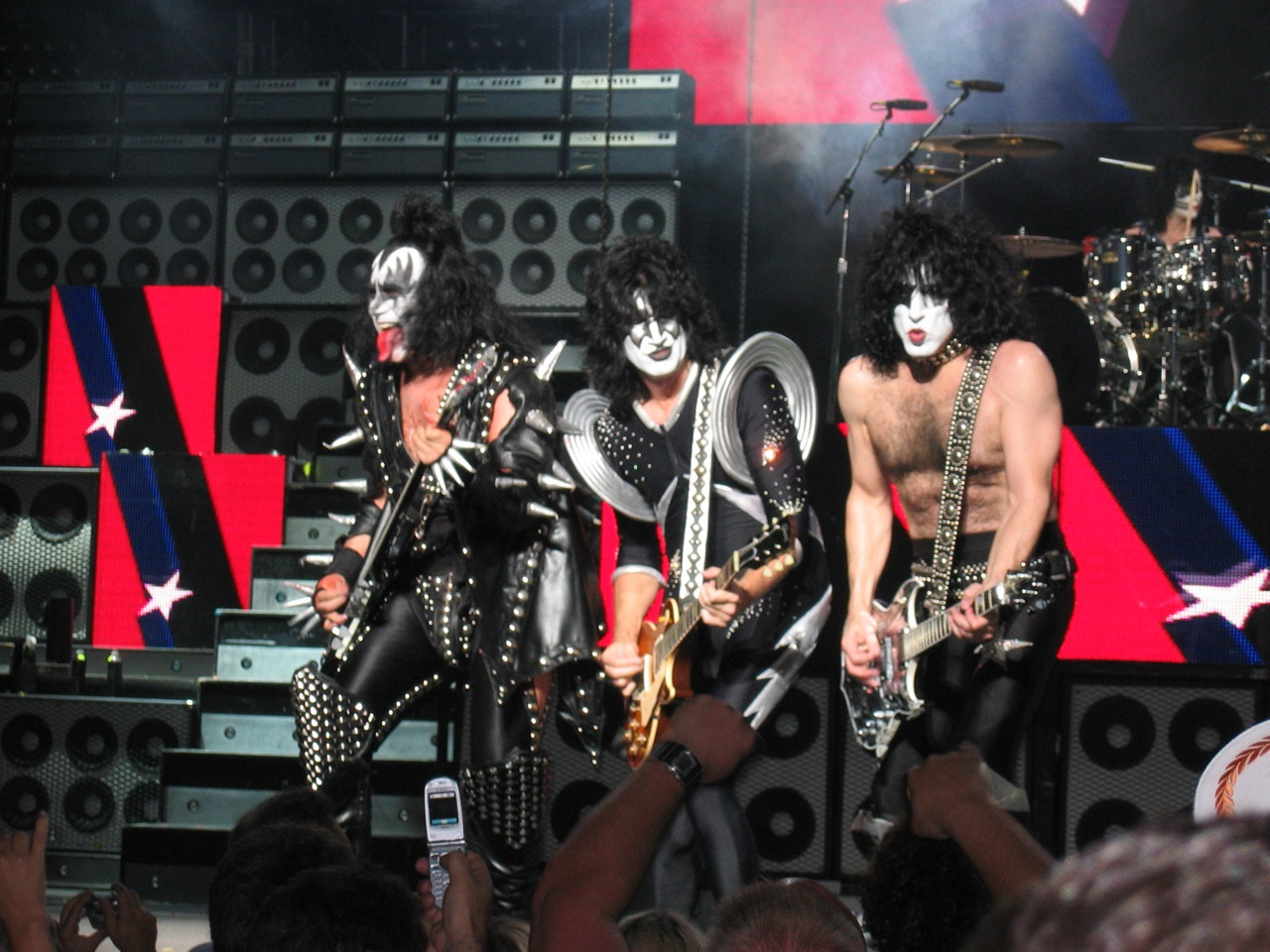
Kiss in ihrem Make-up in Boston 2004

Das Album war seinerzeit das vorerst letzte, auf dem Leadgitarrist Ace Frehley als Bandmitglied auf Fotos abgebildet und als offizielles Mitglied der Band namentlich erwähnt wurde. Wie schon auf „Music From The Elder“ war sein musikalischer Beitrag auf „Creatures Of The Night“ auf den Nullpunkt gefallen. Eigenen Angaben zufolge, weil er zunächst mit der musikalischen Ausrichtung der Band (Disco- und Konzept-Experimente) nicht einverstanden war und anderseits mit Alkohol- und Drogenproblemen zu kämpfen hatte. Die Leadgitarre-Parts auf der LP übernahmen andere Musiker, unter anderem sein unmittelbarer Nachfolger Vinnie Vincent. Außerdem wirkten an dem Album Bob Kulick, Robben Ford, Adam Mitchell, und Steve Farris (Eddie Money, Mr. Mister) als Gitarristen mit. Robben Ford gab in einem Interview im Jahr 2013 dazu an, er habe die Soli der Lieder Rock and Roll Hell und I Still Love You für das Album eingespielt und sei insgesamt an neun Aufnahmetagen mit Gene Simmons und Paul Stanley im Studio gewesen.
Auch für das Songwriting wurden viele außenstehende Künstler mit herangezogen: Bryan Adams und Jim Vallance wurden beteiligt, Vinnie Vincent schrieb unter seinem tatsächlichen Namen drei Stücke mit Paul Stanley. Eric Carr nahm beinahe im Alleingang den Titel Don’t Leave Me Lonely auf, spielte neben Schlagzeug auch Bass und Rhythmusgitarre, übernahm den Leadgesang und die Backing Vocals – doch der Song wurde abgelehnt und landete nicht auf dem Album. Stattdessen nahm Co-Autor Bryan Adams das Lied auf und veröffentlichte es mit leicht bearbeitetem Text auf seinem Album Cuts Like a Knife. Weitere Titel, die keine Verwendung für das Album fanden, waren Betrayed und ‚Back On The Streets‘, die beide von Vinnie Vincent stammten, sowie die Titel It’s My Life und Legends Never Die, die 1984 auf dem Album W.O.W. von Wendy O. Williams landeten.
Sänger und Rhythmusgitarrist Paul Stanley gab an, dass das Album gezeigt habe, was die Band wirklich leisten könne. Er finde es großartig, damit habe die Band ihren Status zurückgefordert. Nach dieser LP hätten sie als Individuen und als Band plötzlich genau gewusst, was sie wollten. Bei der Platte habe die Band sich von allen Überbleibseln des Desasters um Music from the Elder befreien wollen. Das Album sei heavy, allerdings nicht was die Musik anbelangte, sondern in puncto Attitüde und Entschlossenheit. Schon bei diesem Album habe er das Make-up weglassen wollen, Bassist Simmons sei jedoch dagegen gewesen. Stanley meinte, die Band habe ohnehin keine Existenzberechtigung gehabt, hätte sie es nicht auch ohne Make-up geschafft und Erfolg gehabt.
Bassist und Sänger Gene Simmons stellte fest, dass die Band bei diesem Album endlich eingesehen habe, sich auf das zu konzentrieren, was sie am besten könne. Sie hätten sich große Mühe beim Songwriting gegeben, die Band sei eine wirkliche Einheit gewesen und jeder habe mit beiden Füßen fest auf dem Boden gestanden. Die Platte klinge zwar nach Kiss, dennoch seien sie eine neue Band gewesen, denn sie hätte zwei neue Mitglieder in ihren Reihen.
Produzent Michael James Jackson beschrieb, dass Kiss und er sich nach The Elder kennenlernten. Damals sei es ihm so vorgekommen, als sei Kiss in Bezug auf die Musik „ganz schön durcheinander“. Es sei ihm so vorgekommen, als sei ihre Karriere zum Stillstand gekommen. Zu jener Zeit wurde Adult Orientated Rock ein sehr erfolgreicher Absatzmarkt an eine erwachsenere Zielgruppe etabliert. Kiss habe sich, wie andere Rock N'Roll-Bands dieser Zeit, u. a. Rainbow, Black Sabbath, Uriah Heep und Nazareth, mehr an melodischen Songs orientiert. Er habe ihnen helfen wollen, das Problem zu lösen und habe versucht, sie dazu zu bringen, alte Gewohnheiten abzulegen, das heißt, sich statt auf die Attitüde und Performance mehr auf Melodie und die Songs an sich zu konzentrieren. Während es noch niemand geschafft hätte, die erstaunliche, theatralische Live-Performance von Kiss zu kopieren, sei klar geworden, dass es Zeit geworden sei, ein völlig anderes Album aufzunehmen. Kiss hätte auch unbedingt andere Alternativen ausprobieren wollen, denn es sei den Bandmitgliedern, v. a. Gene Simmons und Paul Stanley, bewusst gewesen, dass das altbewährte Erfolgsrezept von Kiss nicht mehr funktioniert habe. Kiss und er hätten versucht, etwas aufzubauen, und seien fest entschlossen gewesen, der Band wieder zu einer eigenen Identität zu verhelfen und ihren wahren Spirit einzufangen. Während der Aufnahmen zu Killers hätten sie gleichzeitig auch noch mit der Arbeit an der Creatures-LP begonnen. Er für seinen Teil habe ihnen unbedingt helfen wollen, wieder dahin zu kommen, wo sie früher gewesen seien. Mit Killers sei der Anfang gemacht gewesen, doch er denke, dass sie es erst mit Creatures wirklich geschafft hätten.

### Widmung
Das Album ist Neil Bogart gewidmet, der am 8. Mai 1982 im Alter von nur 39 Jahren an Krebs verstarb. Bogart gehörte zusammen mit Bill Aucoin, Kiss-Manager von 1973 bis 1982, zum eigentlichen inneren Zirkel der Band. Er war Gründer der Casablanca Records, der Plattenfirma, die die ersten Kiss-Alben verlegte, einer der wichtigsten Personen und Förderer für die Karriere der Gruppe.

## Titelliste
1. 4:01 Creatures of the Night (Gesang: Paul Stanley; Text und Musik: Paul Stanley, Adam Mitchell)
2. 4:50 Saint and Sinner (Gesang: Gene Simmons; Text und Musik: Gene Simmons, Mikel Japp)
3. 4:00 Keep Me Comin’ (Gesang: Paul Stanley; Text und Musik: Paul Stanley, Adam Mitchell)
4. 4:08 Rock and Roll Hell (Gesang: Gene Simmons; Text und Musik: Gene Simmons, Bryan Adams, Jim Vallance)
5. 3:55 Danger (Gesang: Paul Stanley; Text und Musik: Paul Stanley, Adam Mitchell)
6. 4:15 I Love It Loud (Gesang: Gene Simmons; Text und Musik: Gene Simmons, Vinnie Vincent)
7. 6:06 I Still Love You (Gesang: Paul Stanley; Text und Musik: Paul Stanley, Vinnie Vincent)
8. 3:19 Killer (Gesang: Gene Simmons; Text und Musik: Gene Simmons, Vinnie Vincent)
9. 4:14 War Machine (Gesang: Gene Simmons; Musik: Gene Simmons, Bryan Adams, Jim Vallance)

## Rezeption

### Kritiken
- Popcorn meinte 1982: „Endlich sind Kiss wieder auf dem harten Kurs der früheren Tage. Auf ‚Creatures of the Night‘, ihrem 12. Album [sic!], kann das Quartett Stanley, Simmons, Frehley und Carr zwar nicht an die Hardrock-Klasse von ‚Dressed to Kill‘ anknüpfen, unternimmt aber wenigstens einen deutlichen Schritt in diese Richtung.“[11]

### Chartplatzierungen
Obwohl das Album von den Kritikern positiv aufgenommen wurde und die Band selbst es heute als eines der drei besten bezeichnet, gelangte es trotz Gold-Status in keinem Land in die Top Ten. In Großbritannien erreichte es Platz 22, in Deutschland nur Platz 42 und in den USA Platz 45.
Auskopplungen waren I Love It Loud und der Eröffnungssong Creatures of the Night. Beide Lieder schnitten international enttäuschend ab. I Love It Loud kam in Australien auf Platz 76 und in den USA nur auf Platz 102. Creatures of the Night gelangte nur in Großbritannien auf Platz 34.